# Oktiabrskij (rejon kałaczowski)
Oktiabrskij (ros. Октябрьский) – osiedle w Rosji, w obwodzie wołgogradzkim, w rejonie kałaczowskim. W 2010 liczyło 3489 mieszkańców.